# Humberto Cruz
Humberto Carlos Nelson Cruz Silva (Santiago, 1939. december 8. –) chilei válogatott labdarúgó.
A chilei válogatott tagjaként részt vett az 1962-es és az 1966-os világbajnokságon, illetve az 1967-es Dél-amerikai bajnokságon.

## Sikerei, díjai
Colo-Colo
- Chilei bajnok (2): 1963, 1970

Chile
- Világbajnoki bronzérmes (1): 1962
- Dél-amerikai bronzérmes (1): 1967